# Guillaume Vierset
 (janvier 2025).
La mise en forme du texte ne suit pas les recommandations de Wikipédia : il faut le « wikifier ».
Les points d'amélioration suivants sont les cas les plus fréquents :
- Les titres sont pré-formatés par le logiciel. Ils ne sont ni en capitales, ni en gras.
- Le texte ne doit pas être écrit en capitales (les noms de famille non plus), ni en gras, ni en italique, ni en « petit »…
- Le gras n'est utilisé que pour surligner le titre de l'article dans l'introduction, une seule fois.
- L'italique est rarement utilisé : mots en langue étrangère, titres d'œuvres, noms de bateaux, etc.
- Les citations ne sont pas en italique mais en corps de texte normal. Elles sont entourées par des guillemets français : « et ».
- Les listes à puces sont à éviter, des paragraphes rédigés étant largement préférés. Les tableaux sont à réserver à la présentation de données structurées (résultats, etc.).
- Les appels de note de bas de page (petits chiffres en exposant, introduits par l'outil «  Source ») sont à placer entre la fin de phrase et le point final[comme ça].
- Les liens internes (vers d'autres articles de Wikipédia) sont à choisir avec parcimonie. Créez des liens vers des articles approfondissant le sujet. Les termes génériques sans rapport avec le sujet sont à éviter, ainsi que les répétitions de liens vers un même terme.
- Les liens externes sont à placer uniquement dans une section « Liens externes », à la fin de l'article. Ces liens sont à choisir avec parcimonie suivant les règles définies. Si un lien sert de source à l'article, son insertion dans le texte est à faire par les notes de bas de page.
- La présentation des références doit suivre les conventions bibliographiques. Il est recommandé d'utiliser les modèles {{Ouvrage}}, {{Chapitre}}, {{Article}}, {{Lien web}} et/ou {{Bibliographie}}. Le mode d'édition visuel peut mettre en forme automatiquement les références.
- Insérer une infobox (cadre d'informations à droite) n'est pas obligatoire pour parachever la mise en page.

Pour une aide détaillée, merci de consulter Aide:Wikification.
Si vous pensez que ces points ont été résolus, vous pouvez retirer ce bandeau et améliorer la mise en forme d'un autre article.
Guillaume Vierset, né le 5 juin 1987 à Liège, est un guitariste, compositeur, producteur et arrangeur belge, connu pour sa polyvalence et sa créativité. Actif à la croisée des genres, il est à l’origine ou impliqué dans plusieurs projets marquants : LG Jazz Collective, Harvest Group, Edges, et IAMWILL. Il collabore également avec des artistes tels que Sharko et Typh Barrow.

## Biographie
Originaire de Belgique, Guillaume Vierset découvre la guitare à l’âge de 7 ans. Après une formation classique, il s’oriente vers le jazz et étudie au Conservatoire royal de Bruxelles.
Guillaume Vierset s’impose à travers des projets personnels et des collaborations variées :
- LG Jazz Collective : Le septet explore les influences orchestrales du jazz moderne. L’album New Feel (2015) a reçu un Octave de la musique. Avec Igor Gehenot, Antoine Pierre, Jean-Pol Estievenart, Steven Delannoye, Alex Koo, Félix Zurstrassen.
- Harvest Group : Fusionnant jazz et folk, ce projet illustre une facette introspective de son style, avec les albums Songwriter (2016) Nacimiento Road(2019) et Lightmares (2022). Groupe avec Yannick Peeters, Yves Peeters, Mathieu Robert et Marine Horbaczewski.
- EDGES : Un tournant majeur dans la carrière du guitariste, ce groupe aux frontières de plusieurs genres musicaux fait sensation dans le paysage du jazz belge. Leur premier album, The End Of The F**ing World*, a été largement salué par la critique internationale pour son audace: un mélange audacieux de jazz, punk et rock psychédélique, inspiré et novateur. Le groupe réunit Jim Black, Anders Christensen et Dorian Dumont.
- IAMWILL : En solo, Guillaume Vierset explore une musique folk intime, inspirée de Nick Drake, Elliot Smith , Bon Iver..Le premier titre « OCEANS BLOOM » a attiré l'attention fin 2024. Paroles sont écrites par David Bartholomé.

En dehors de ses projets principaux, il collabore activement avec SHARKO, TYPH BARROW, Sacha Toorop...

## Discographie

### En tant que leader
LG Jazz Collective:
- New Feel (2015)

- Strange Deal (2018)

Harvest Group:
- Songwriter (2016)

- Nacimiento Road (2019)

Edges:
- Morning Mr. Protocol (2025)
- The End O The F***ing World (2023)
- Live at Deux Ours (2023)

- Edges Live in Paris feat Jozef Dumoulin (2023)

IAMWILL:
- Oceans Bloom (Single, 2024)

### En tant que Sidman
- Typh Barrow, Vision
- Thomas Champagne-Random House, Sweet Day
- Typh Barrow , RAW
- Max Wolly, Blue Sunbeam
- Emily Allison, Songs Of Old
- Typh Barrow, RAW Tour, live at Ancienne Belgique
- Typh Barrow, AOHA
- Random House feat Adam O'Farrill
- SHARKO, We Love You David
- SHARKO, 10

- Thomas Champagne-Random House, Sweet Day Ep
- Sébastien Hodge "Consortium"
- Enrique Tejado , Behind The Mask
- Halehan, Atlantis
- Bravo Big Band , Another Story

## Recompenses
- Octaves de la musique (2015) : Meilleur album de jazz pour New Feel.

- Lauréat du Sabam Jeunesses Musicales Jazz Award (2013).

- Nominations pour Songwriter (2016) et Nacimiento Road (2019).
- Octaves de la musique avec Gribou Jazz (2024), spectacle jeune public créer par Thomas Champagne et Nicholas Yates.

## Style musical
Guillaume Vierset est connu pour sa capacité à fusionner les styles musicaux avec un phrasé lyrique et une grande sensibilité. Sa musique mêle jazz, folk, rock et expérimentation sonore, le plaçant parmi les artistes les plus innovants de la scène belge.
Il joue principalement sur une Haar guitar (télécaster) et affectionne les amplis de type Fender.